# Ariel Fenster
Pour les articles homonymes, voir Fenster.
Ariel Fenster est un professeur et vulgarisateur scientifique canadien primé et un membre fondateur de l'Organisation pour la science et la société (OSS) de l'Université McGill. Il a donné de nombreuses conférences, en français et en anglais, sur la santé, la science et la technologie. Il est fréquemment cité dans les médias.
Incorporant aux approches pédagogiques conventionnelles anecdotes, démonstrations, composantes audio-visuelles, télévoteurs et dégustations, Fenster cherche à éveiller le plaisir des sciences chez le public. Il a donné plus de 800 conférences publiques au cours de sa carrière, introduisant ses auditoires à des concepts scientifiques en abordant des sujets aussi divers que la fabrication du vin, la cuisine, l'amour et la fabrication de fausses toiles de maîtres,,,.
En 2000, Fenster a été l'un des premiers professeurs à offrir des cours entiers sur le web, une pratique maintenant largement répandue à McGill. Tout au long de sa carrière d'enseignement, il a tenté de partager sa passion pour la science: 

« J’essaie de transmettre l’enthousiasme que j’ai pour la chimie, parce que en fin de compte, je ne suis pas acheté par l’industrie chimique, je ne reçois aucune somme de leur part, mais je trouve que la chimie c’est passionnant. La science en général, pas seulement la chimie. Nous sommes évalués par nos étudiants quand on donne des cours, et vraiment ce que j’apprécie le plus c’est que mes étudiants disent de moi “Il est enthousiaste”. C’est important que les gens sentent que je suis enthousiasmé par mon sujet. Alors la chimie, ça doit pas être si pire que ça. J’essaie de démontrer qu’il y a quelque chose de stimulant là-dedans. »

Il a maintenant pris sa retraite de l'enseignement, mais il continue ses activités de vulgarisation scientifique.
Fenster s'est mérité une licence ès sciences et un diplôme d'études approfondies de l'Université de Paris, de même qu'un doctorat en chimie physique et inorganique de l'Université McGill. En plus de McGill, il a enseigné au Collège Dawson et au Collège Vanier, à Montréal.
Il est le fils du journaliste de langue yiddish, Hersh Fenster.

## Récomprenses
| Année | Prix |
| ----- | --- |
| 1989  | Catalyst Award for Excellence in Chemistry Teaching, United States Chemical Manufacturers Association.           |
| 1990  | Award for Outstanding Contribution to Chemical Education, College Chemistry Canada.                              |
| 1992  | Médaille McNeil, Société royale du Canada.                                                                       |
| 1999  | Prix d'excellence Raymond-Gervais, Association pour l’enseignement de la science et de la technologie du Québec. |
| 2005  | Prix pour la promotion des sciences, Conseil de recherches en sciences naturelles et en génie du Canada.         |